# Invasiones guaraníes
Las invasiones guaraníes se refiere a las migraciones realizadas por los pueblos guaraníes a la parte oriental del Imperio incaico, específicamente la región del Collasuyo en el siglo XVI. Estos sucesos se dieron en el periodo tardío del Tahuantinsuyo, pues se desarrollaron años antes de la guerra civil incaica, en tiempos donde aun vivía el emperador Huayna Cápac, pero ya existía una incipiente presencia europea en Sudamérica, pues incluso la exploración portuguesa de Aleixo Garcia registró los movimientos migratorios.
Al final los guaraníes no lograron ser expulsados, para 1522 las tensiones entre los príncipes Huáscar y Atahualpa estallaron en una guerra de secesión lo que obligó que los recursos económicos y de hombres se redirigieron a la maquinaria de guerra en el mismo Incanato, lo que permitió a caravanas guaraníes asentarse finalmente en los territorios del Collasuyo que ya estaba en descomposición, que para la década de 1530 con la llegada de los españoles y la caída de la convulsionada capital Cuzco, seguía siendo solo nominalmente parte del Imperio.

## Contexto
Antes de la conquista del Perú, las tribus guaraníes intentaron tres veces migrar al interior del Incanato. Según relata el Inca Garcilaso de la Vega, la primera sucedió en el último año de gobierno de Inca Yupanqui, probablemente refiriéndose al Sapa Inca Pachacútec, en algún punto entre 1471 y 1476. Para Alcide d'Orbigny sucedió en torno a 1430. Posteriormente, su sucesor, Túpac Yupanqui, pasaría varios años luchando contra los invasores.  Túpac los combatió sin éxito por dos años y Juan de Santa Cruz Pachacuti Yamqui Salcamaygua dice que cuando envió a un general colla a combatirlos en la selva, este último se quejó por lo que consideraba un destierro. La segunda habría ocurrido entre 1513 y 1518, según el testimonio de guaraní a Álvar Núñez Cabeza de Vaca. La tercera entre 1519 y 1523, basándose en un chané llevado prisionero por los guaraníes a Itati y que habló con Domingo Martínez de Irala. Independientemente de las fechas exactas, la segunda y la tercera se habrían producido durante los últimos años del reinado de Huayna Cápac, poco antes de la llegada de los españoles.

## Desarrollo
De acuerdo a los testimonios de Cabeza de Vaca una segunda migración de los chiriguanos se produjo al oeste, al Tahuantinsuyo, entre 1513 y 1518; además el conquistador español Domingo Martínez de Irala relata que una tercera se produjo en 1519-1521.
Los chiriguanos partieron del Gran Chaco (territorio en el que los incas habían entrado sin éxito durante el reinado de Túpac Yupanqui) y penetraron en el Collasuyo. Enterado de la invasión el Sapa Inca mando a su experimentado general Yazca a dirigir la campaña. Este partió con tropas de Catiquilla, Cajamarca, Huamachuco, Chachapoyas, Tumayrica, Chinchay Cocha, Tartima y Atabillos pasó por el Cuzco y donde los apoyaron con hombres los gobernadores Apochila, Quita y Auqui Topa Inga, a enfrentar a sus enemigos pero primero procedió a reclutar un gran número de tropas entre los collas, Yazca llegó con su ejército y tras duros y reñidos combates se impusieron expulsando a los guaraníes de regreso a sus tierras, aquí algunos de los prisioneros fueron enviados por el general a Quito para que su señor conociera como eran los chiriguanos. Huayna Cápac deseoso de asegurar su frontera ordenó además que se conquistara los llanos de Grigota, territorio del Chaco donde actualmente se encuentra la ciudad de Santa Cruz de la Sierra, algunos también dicen que la campaña contra Moxos se produjo bajo su administración. Lo cierto es que se fundó un gran fuerte en Samaipata que se convirtió en capital de la provincia. Se debe mencionar que Felipe de Alcaya, cura de Mataca, considera que ambas expediciones las realizó Huayna Cápac mientras que Garcilaso las fecha en el reinado del padre, siendo la primera la de Moxos.
Garcilaso dice que al saber esto los chiriguanos (ya que según ellos sabían o creían el Inca mismo estaba en Samaipata) lanzaron una nueva campaña:"cinco mil de ellos vinieron para Grigotá y mil se quedaron en la provincia Itatín donde hoy hay más de ocho mil… Y los mil restantes fueron a ver a Mango Inca, de los cuales han quedado pocos porque hallaron gente de guerra que los fueron matando...". En cuanto a la campaña contra los moxeños o chunchos: "Una vez realizada la conquista, no con poco trabajo, pobló la región con gente que había traído. Ante la noticia de la muerte del Inca y la llegada de los españoles, esta gente se quedó en Moxos". Los colonos establecidos en la zona según Alcaya eran poco más de mil, tan pocos que durante algún tiempo el Inca pensó en regresarlos al Cuzco. Garcilaso habla que se fracasó en conquistar a los chiriguanos pero en la historia de los Incas de Pedro Sarmiento de Gamboa se afirma que en tiempos de Huayna Cápac los chiriguanos se hallaban alzados.
Yazca (Yasca, Yachka) se dedicó a reconstruir con sus tropas las tierras y pueblos arrasados por la guerra, dejando en la frontera fortalezas con guarniciones pudiendo volver triunfal a Cusco por rechazar las invasiones, tras esto el Inca premió a sus tropas licenciándolas.
El cronista Bartolomé Arzáns de Orsúa y Vela señala que los guaraníes invadieron con éxito las provincias de Charcas, Porco y Chichas saqueándolas y luego retirándose muchos de ellos, pero otros se establecieron en las sierras de las comarcas. Cuando tras tomar Cantumarca intentaron continuar su expansión al interior del imperio, el Inca Huayna Cápac con sus generales y un gran ejército llegó a detenerlos. Tras establecerse en Tarapaya ordenó que 4.000 soldados al mando de uno de sus hijos reconquistara Cantumarca pero fue atacado por 3.000 guaraníes y perdieron 200 hombres. Tras enterarse de esto, el mismo Sapa Inca marchó con sus fuerzas y derrotó en batalla a los chiriguanos, matando más de 6.000 y forzando a los restantes a huir a las montañas de Charcas, después recuperó Cantumarca y llegó hasta el actual Potosí donde inició la explotación de las minas de plata de la zona.
En 1521 el explorador portugués Aleixo Garcia, estando en Santa Catalina, supo de la existencia de un gran reino al oeste gobernado por un Rey Blanco (Huayna Cápac, quien estaba en el Cuzco), por lo que decidió conquistarlo. Siguiendo el río Paraguay tras cuatro meses llegó con su ejército (en su mayoría guaraníes) y se estableció en Paraguay central y se preparó para seguir su expedición (1522) haciendo alianzas con otros caciques guaraníes para conceguir más guerreros.
Entre 1523 a 1526 García y un ejército de 2.000 guaraníes atacaron la frontera con los incas en la región de Cochabamba y cerca de lo que es la actual ciudad de Sucre, llegando a menos de 150 km de Potosí (escuchando las historias sobre las Montaña de Plata de la que había oído rumores en Santa Catalina), cruzaron el Chaco, subieron por el río Pilcomayo, tomando algunos pucaras pero no los principales, Samaipata e Incallacta. Incluso, se dice que derrotaron a un ejército de 10.000 incas al mando de Yazca. Sin embargo, a pesar de sus éxitos iniciales terminaron expulsados, pero logrando saquear gran parte de la zona por la que pasaron. Pero la expedición terminó mal, cuando regresaron por el norte del Chaco siguiendo el río Paraguay fueron emboscados y masacrados por los payaguás cuando volvían al Paraguay.
A pesar de las derrotas, los guaranís fueron grandes guerreros y cada campaña les costó mucho a los incas en cuanto a hombres y recursos.
Desde antes de 1530, los pueblos tupinambas de la costa brasileña empezaron a huir al interior del continente ante los ataques y esclavitud a los que les sometían los portugueses desde 1500, llegando en algunos casos hasta el Tahuantinsuyo.
Los guaraníes tenían cierta idea de un Padre primordial, Ñamandú, creador de todo y origen de la palabra. Esa palabra que tuvo siempre profetas fascinantes. Y perduró siglos entre ellos la esperanza mesiánica de una Tierra sin males, hacia la cual se produjeron migraciones desastrosas de «diez mil tupinamba, de 1540 a 1549, desde Pernambuco hasta Perú, donde llegaron solamente trescientos; y la que condujo, entre 1820 y 1912, a tres tribus guaraní del Paraná superior hasta la costa del Atlántico». Entre 1561 y 1639 60.000 tupinambas emigraron de la costa noreste de Brasil al Perú huyendo de los portugueses, al encontrar blancos ahí también se dirigieron al centro de la Amazonía, iban en varios grupos y tuvieron que vencer varias tribus enemigas en su viaje.

## Legado
Las invasiones guaraníes en el lado oriental del Imperio incaico modificaron permanentemente las relaciones sociales y étnicas entre los pueblos de la margen occidental del Gran Chaco, incluso los posteriores virreinatos españoles del Perú y Río de la Plata no pudieron expulsar a las hordas guaraníes, recién en 1892 durante la guerra chiriguana y la victoria de la República de Bolivia en la batalla de Kuruyuki es donde los guaraníes se ven obligados a retroceder y renunciar a las tierras que habían ocupado desde tiempos prehispánicos en la periferia del desaparecido Collasuyo.